# ثريا زروال
ثريا زروال (بالفرنسية: Soria Zeroual)‏ (14 مايو 1970) هي ربة منزل وأم لثلاثة أطفال جزائرية، هاجرت من الجزائر لفرنسا قبل 14 سنة، وكانت حين وصولها لا تتكلم الفرنسية التي لا تزال لا تتقنها اليوم، ولهذا اختارها المخرج فيليب فوكون لتلعب دور «فاطمة» في فيلمه الذي يحمل الاسم نفسه.

## روابط خارجية
- ثريا زروال على موقع IMDb (الإنجليزية)
- ثريا زروال على موقع قاعدة بيانات الأفلام العربية